# Wielki Aniuj
Wielki Aniuj (ros. Большой Анюй, Bolszoj Aniuj) – rzeka w azjatyckiej części Rosji, w Czukockim Okręgu Autonomicznym i Jakucji; jedna z rzek tworzących Aniuj; długość 693 km; powierzchnia dorzecza 57 200 km².
Źródła na Płaskowyżu Anadyrskim; w środkowym biegu opływa od południa Góry Aniujskie, dzieląc się na liczne ramiona; w dolnym biegu płynie zabagnioną doliną po Nizinie Kołymskiej i łączy się z rzeką Mały Aniuj, tworząc Aniuj.